# Federico Bessone
Federico Bessone Luna, detto Fede (Córdoba, 23 gennaio 1984), è un allenatore di calcio ed ex calciatore argentino, di ruolo difensore, tecnico dell'FC Santa Coloma.

## Palmarès

### Club

#### Competizioni nazionali
- Campionato MLS: 1

Sporting Kansas City: 2013
- Supercopa andorrana: 1

Inter Escaldes: 2020
- Campionato andorrano: 1

Inter Escaldes: 2020-2021